# Paradiso - Canto ottavo

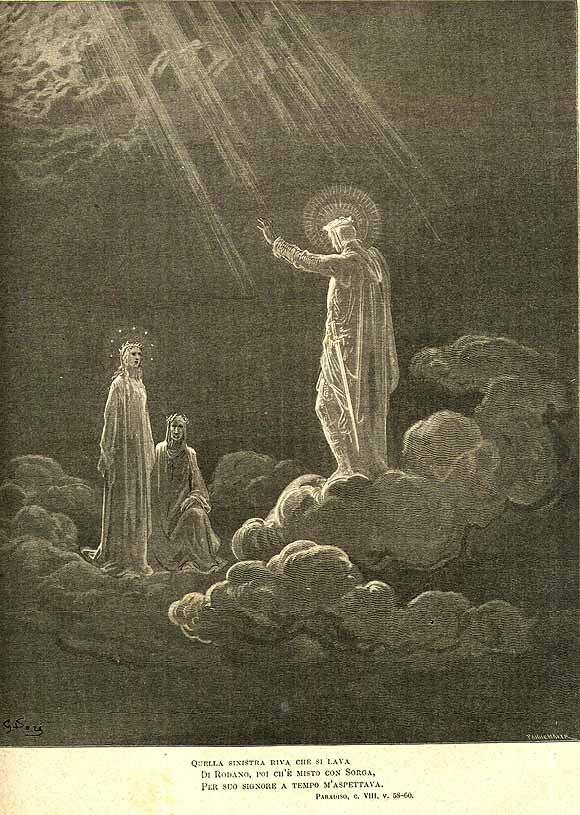
Carlo Martello, illustrazione di Gustave Doré

Il canto ottavo del Paradiso di Dante Alighieri si svolge nel cielo di Venere, ove risiedono gli spiriti amanti; siamo nel pomeriggio del 13 aprile 1300, o secondo altri commentatori del 30 marzo 1300.

## Incipit
(Anonimo commentatore dantesco del XIV secolo)

## Temi e contenuti

### Il cielo di Venere - versi 1-30
Nell'antichità i pagani attribuivano a Venere l'influenza sull'amore sensuale ("folle"), e per tale ragione le dedicavano sacrifici e preghiere; onoravano sua madre Dione e suo figlio Cupido e davano il nome della dea al pianeta che accompagna il sole al mattino (Lucifero) e alla sera (Vespero). Dante si accorge di essere passato dal cielo di Mercurio al cielo di Venere solo dall'aumentata bellezza di Beatrice. Nella luminosità diffusa del terzo cielo, distingue singole luci che si muovono con diversa rapidità, forse, egli crede, in relazione all'intensità della visione interiore che ciascuna anima ha di Dio. Le anime interrompono il loro moto circolare e si avvicinano con la velocità di un lampo, cantando Osanna.

### Carlo Martello - vv. 31-84
Una delle anime si accosta manifestando la gioia di poter soddisfare ogni desiderio di Dante, e spiega che tutte loro appartengono al terzo cielo di cui Dante stesso ha scritto nella prima canzone del Convivio ("Voi che 'ntendendo il terzo ciel movete"). Dante, con l'assenso di Beatrice, chiede all'anima chi sia, e questa si accende di gioia cominciando a parlare. Si tratta di Carlo Martello d'Angiò, che non si rivela direttamente, ma esprime rimpianto per la sua vita breve che gli ha impedito di mostrare pienamente a Dante il proprio affetto. Indica poi i territori che, se non fosse morto anzitempo, sarebbero stati sottoposti al suo dominio: la Provenza, l'Italia meridionale, l'Ungheria. In Sicilia  avrebbero dovuto regnare i suoi discendenti, se il malgoverno degli angioini non avesse suscitato la rivolta dei Vespri. Questo dovrebbe essere di monito a suo fratello Roberto, re di Napoli, la cui avidità potrebbe aggravare eccessivamente i pesi che già opprimono i suoi sudditi. 

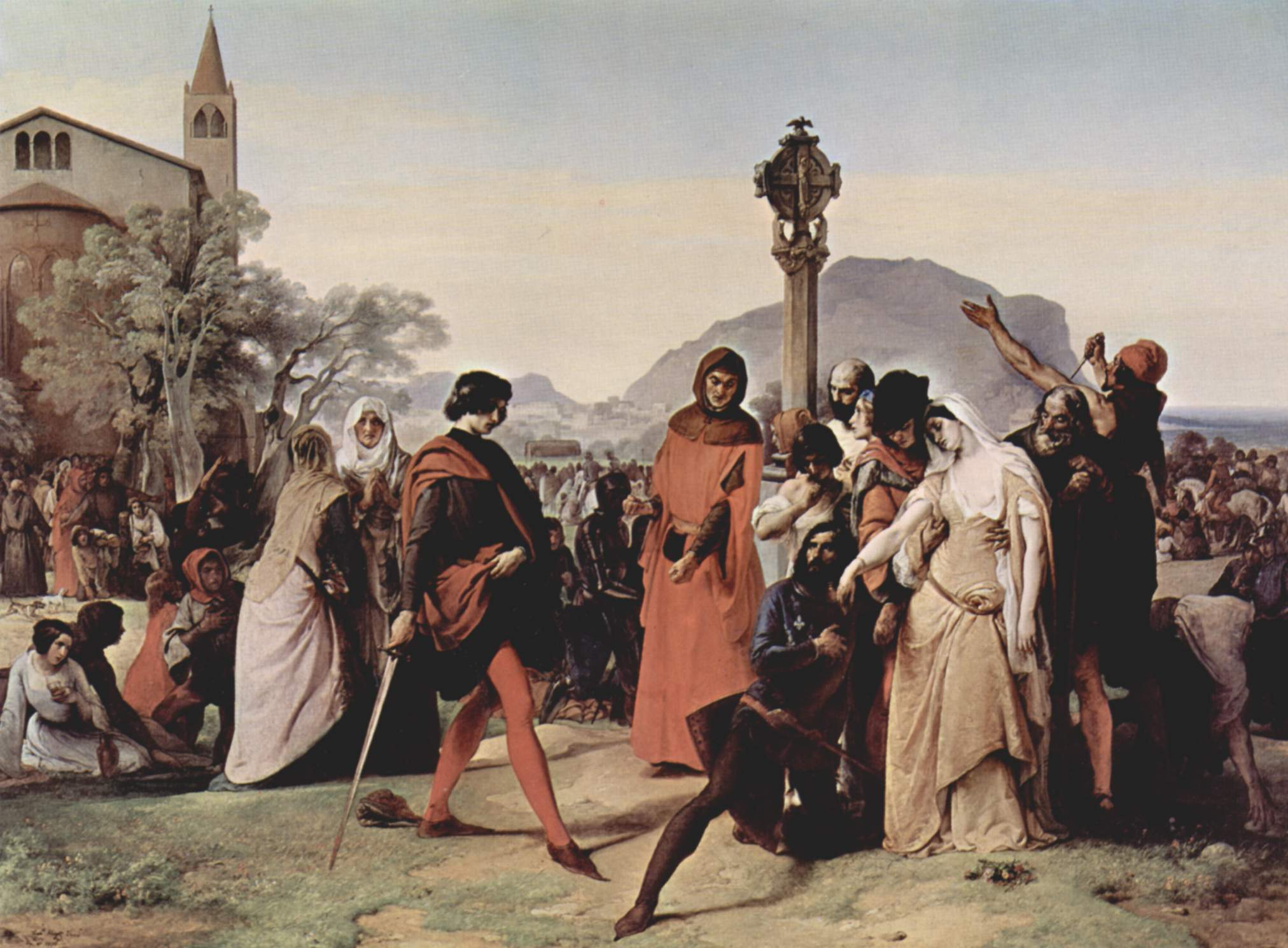
Drouet trafitto dalla spada viene ucciso, da I Vespri siciliani di Francesco Hayez Galleria Nazionale d'Arte Moderna, Roma.

### Sulla diversità dei caratteri umani - vv. 85-148
Dante risponde esprimendo gioia e gratitudine all'amico; quindi gli chiede come mai possa discendere un frutto amaro da un "dolce seme", ovvero una cattiva discendenza da una buona stirpe. La provvidenza divina, risponde Carlo, si manifesta nei cieli come capacità di influire sulle creature orientandole a un giusto fine previsto. Se così non fosse, le influenze dei cieli sarebbero rovinose; il che non può essere perché i cieli sono guidati da intelligenze angeliche create da Dio stesso.
Il dialogo continua con serrate domande e risposte, dalle quali si deduce che la natura umana trova la sua realizzazione nel vivere in società, il che comporta l'assunzione di funzioni diverse. Di conseguenza, occorrono capacità diverse: ad esempio c'è chi nasce legislatore come Solone e chi condottiero come Serse, chi religioso come Melchisedech e chi scienziato come Dedalo. Tali attitudini provengono dall'influenza dei cieli, che però non distinguono tra famiglia e famiglia: da questo deriva l'indole diversa tra fratelli (Esaù e Giacobbe) o tra padre e figlio. Se poi la natura incontra circostanze ("fortuna") discordanti da sé, fa cattiva riuscita come un seme in terreno non adatto. Carlo Martello conclude con un'osservazione polemica su coloro che non rispettano le attitudini naturali dei figli e fanno re "di tal ch'è da sermone" (con un'allusione al fratello Roberto).

## Analisi
La prima parte del canto, dopo i dotti richiami al valore ambivalente di Venere, temuta e insieme onorata dai pagani, presenta, in uno sfolgorio di luci e nell'armonia dei canti, una schiera di anime che si muovono in piena concordia secondo il moto circolare impresso loro dagli angeli che governano il terzo cielo (sono i Principati, non più i Troni come Dante aveva affermato nel Convivio). Da questa schiera si stacca un'anima che si fa incontro a Dante e gli si rivolge con accenti di affetto ed amicizia, citando un testo poetico appartenente al Convivio. La situazione può ricordare quella del canto V dell'Inferno, allorché dalla schiera dei lussuriosi si staccano Paolo e Francesca. Anche questo canto del Paradiso, come il successivo, si lega al tema dell'amore, ma lo sviluppa naturalmente in direzione assai diversa rispetto a quel canto dell'Inferno.

A Carlo Martello, infatti, dopo avergli espresso deferente gratitudine per l'accoglienza, Dante sottopone un dubbio scaturito direttamente dalle parole del nobile angioino, ovvero come da una stirpe virtuosa possa nascere un discendente vizioso. La risposta di Carlo è un'ampia argomentazione secondo la quale gli astri e il loro influsso trovano posto nel quadro di un piano provvidenziale; si passa poi a considerare le caratteristiche dell'uomo, aristotelicamente considerato essere sociale, e a riflettere sul fatto che la società bene ordinata richiede il concorso di funzioni differenti, a loro volta espressione di attitudini differenti. Ma se le attitudini naturali, invece di essere guidate e valorizzate, sono represse a forza e deviate, non può che derivarne un disordine per la società.

Il canto dunque propone, mediante il personaggio di Carlo Martello, un intreccio fra temi di grande rilievo, tra storia e provvidenza, tra natura e società. Essi sono sviluppati con rigore formale ed anche con gli accenti di rimpianto di chi avrebbe potuto essere un esempio di buongoverno, se la sua vita non fosse stata troppo breve. Non mancano passaggi polemici, come al v. 73 ("mala segnoria"), 76-84, 144-148. In questi tre casi, il bersaglio della polemica è il medesimo, ossia Roberto d'Angiò, fratello degenere di Carlo.